# Conferenza dei settemila quadri
La Conferenza dei settemila quadri (七千人大會T, 七千人大会S), o Conferenza dei 7000 quadri, è stata una delle più grandi conferenze di lavoro mai tenutesi a Pechino dal Partito Comunista Cinese (PCC), dall'11 gennaio al 7 febbraio 1962.
Alla conferenza parteciparono oltre 7.000 funzionari del Partito Comunista a livello nazionale, concentrandosi sulle questioni del grande balzo in avanti che aveva provocato la morte di decine di milioni di persone durante la grande carestia cinese. Nel suo rapporto, Liu Shaoqi attribuì il 30% della carestia a disastri naturali e il 70% a errori umani. Mao Zedong fece autocritica durante la conferenza, dopodiché assunse un ruolo di semi-pensionato, lasciando le responsabilità future a Liu Shaoqi e Deng Xiaoping. Lin Biao, tuttavia, continuò le sue lodi a Mao durante la conferenza. La conferenza promosse il "centralismo democratico" all'interno del Partito Comunista.
Dopo la conferenza, Liu e Deng iniziarono a portare avanti alcune riforme. Riforme economiche come il "sanzi yibao (三自一包)" che consentì il libero mercato e la responsabilità delle famiglie per la produzione agricola furono realizzate da Liu Shaoqi, Deng Zihui e altri. Le riforme alleviarono in parte le difficoltà economiche dopo il grande balzo in avanti.
Tuttavia, il disaccordo tra Mao e Liu (e Deng Xiaoping) divenne sempre più evidente. Mao sottolineò ripetutamente l'importanza della "lotta di classe", e descrisse le riforme ai leader stranieri, nel febbraio 1964, come "tentativi di minare il collettivismo socialista e distruggere il socialismo". Nel 1963, Mao lanciò il "Movimento di Educazione Socialista" a livello nazionale, e nel 1966 lanciò la Rivoluzione culturale per tornare al centro del potere, durante il quale Liu Shaoqi fu perseguitato a morte come "traditore". Anche Deng Xiaoping fu epurato (due volte). Lin Biao, d'altra parte, fu formalmente selezionato da Mao come suo successore nel 1969.